# Campeonato Venezuelano de Futebol Feminino
O Campeonato Venezuelano de Futebol Feminino é a principal competição da Venezuela de futebol feminino. A equipe vencedora do campeonato garante vaga na Copa Libertadores da América. O Caracas é o maior campeão deste torneio que é organizado anualmente desde 2004.

## Campeões
| Clube                       | Títulos | Vices | Anos dos Títulos                                                                                        | Anos dos Vices                                                         |
| --------------------------- | ------- | ----- | --- | ---------------------------------------------------------------------- |
| Caracas                     | 12      | 5     | 1991-92, 1993-94, 1994-95, 1996-97, 2000-01, 2002-03, 2003-04, 2005-06, 2006-07, 2008-09, 2009-10, 2019 | 2004-05, 2007-08, 2011-12, 2021, 2023                                  |
| Deportivo Táchira           | 10      | 9     | 1979, 1981, 1984, 1986, 1999-00, 2007-08, 2010-11, 2014-15, 2021, 2023                                  | 1982, 1985, 1986-87, 1987-88, 1989-90, 1998-99, 2003-04, 2009-10, 2020 |
| Deportivo Miranda           | 5       | 7     | 1961, 1963, 1966, 1972, 1998-99                                                                         | 1965, 1968, 1970, 1971, 1984, 1999-00, 2008-09                         |
| Portuguesa                  | 5       | 3     | 1973, 1975, 1976, 1977, 1978                                                                            | 1974, 1980, 1983                                                       |
| Galicia de Aragua           | 4       | 5     | 1964, 1969, 1970, 1974                                                                                  | 1967, 1972, 1975, 1978, 1979                                           |
| Deportivo Portugués         | 4       | 3     | 1958, 1960, 1962, 1967                                                                                  | 1959, 1963, 1966                                                       |
| Marítimo da Venezuela       | 4       | 1     | 1986-87, 1987-88, 1989-90, 1992-93                                                                      | 1990-91                                                                |
| Zamora                      | 4       | 1     | 2012-13, 2013-14, 2016, 2018                                                                            | 2010-11                                                                |
| Estudiantes de Mérida       | 2       | 7     | 1980, 1985                                                                                              | 1976, 1977, 1981, 1986, 1997-98, 2001-02, 2019                         |
| Universidad de Los Andes    | 2       | -     | 1983, 1990-91                                                                                           | ----                                                                   |
| Minervén                    | 1       | 3     | 1995-96                                                                                                 | 1991-92, 1992-93, 1994-95                                              |
| Unión Atlético Maracaíbo    | 1       | 3     | 2004-05                                                                                                 | 2002-03, 2005-06, 2006-07                                              |
| Deportivo Español           | 1       | 2     | 1959 | 1958, 1960                                                             |
| Valencia                    | 1       | 2     | 1971 | 1969, 1973                                                             |
| Mineros de Guayana          | 1       | 2     | 1988-89                                                                                                 | 1995-96, 2013-14                                                       |
| Deportivo Lara              | 1       | 2     | 2011-12                                                                                                 | 2017, 2018                                                             |
| Universidad Central         | 1       | 1     | 1957 | 1962                                                                   |
| Monagas                     | 1       | 1     | 2017 | 2022                                                                   |
| Atlético Zulia              | 1       | 1     | 1997-98                                                                                                 | 1996-97                                                                |
| Lara                        | 1       | -     | 1965 | ----                                                                   |
| Unión Deportiva Canarias †  | 1       | -     | 1968 | ----                                                                   |
| Atlético San Cristóbal †    | 1       | -     | 1982 | ----                                                                   |
| Nacional Táchira †          | 1       | -     | 2001-02                                                                                                 | ----                                                                   |
| Deportivo La Guaira         | 1       | -     | 2020 | ----                                                                   |
| Metropolitanos              | 1       | -     | 2022 | ----                                                                   |
| Trujillanos                 | -       | 3     | ---- | 1993-94, 2000-01, 2014-15                                              |
| Deportivo Anzoátegui        | -       | 1     | ---- | 2012-13                                                                |
| La Salle †                  | -       | 1     | ---- | 1957                                                                   |
| Banco Agrícola y Pecuario † | -       | 1     | ---- | 1961                                                                   |
| Tiquire Flores †            | -       | 1     | ---- | 1964                                                                   |
| Pepeganga Margarita †       | -       | 1     | ---- | 1988-89                                                                |
| Zulia                       | -       | 1     | ---- | 2016                                                                   |